# Память Григория Махно
Память Григория Махно — бронепоезд РПАУ. До октября 1919 года бронепоезд «Солдат» ВСЮР. С 12 января 1920 года — бронепоезд «Коммунист-углекоп» РККА.
Бронепоезд состоял из двух вагонов с десятью пулемётами и двумя орудиями. В конце октября 1919 года махновцы захватили бронепоезд «Солдат» ВСЮР и переименовали его в «Память Григория Махно», командиром бронепоезда назначили Кочубея-Ланцова. На бронепоезде поверх старой надписи красной краской было написано «Бронепоезд памяти светлого борца за свободу товарища Григория Махно». Так как в тот момент махновцы в очередной раз объявили себя союзниками Советов, сообщения о захвате бронепоезда, как о значительной победе над деникинцами под Бахмачом появились в большевистской печати: «…в Бахмачском районе нами захвачен деникинский броне поезд английской фабрики под названием „Орм“».
10 января 1920 года, видя приближение большевиков, Кочубей-Ланцов на своём бронепоезде покинул Запорожье и уехал в Никополь. После занятия Никополя, Кочубей-Ланцов с группой командиров 12 января бежал от расстрела в Гуляйполе. Бронепоезд же был захвачен бойцами 45-й стрелковой дивизии под командованием Якира, которые переименовали его в «Коммунист-углекоп» (командиры — Ф. Босюк, затем, с сентября по октябрь 1920 года, А. П. Цупов-Шапильский). Филлипу Босюку удалось отремонтировать бронепоезд, установить на нём три артиллерийских орудия (вместо испорченных махновцами), одно из которых, правда, имело испорченный механизм наводки. Кроме того, под его руководством восстанавливалось железнодорожное полотно и мосты для обеспечения действий поезда. Босюк погиб в перестрелке, отправившись в разведку на катере по Днепру. Под командованием Александра Петровича Цупова-Шапильского бронепоезд участвовал в боях с войсками Врангеля, сначала на участке Никополь — Апостолово против конницы генерала Барбовича до 27 сентября 1920 года, а 30 сентября — в районе станции Мировое.

### Комментарии
1. ↑  «Орм»— название модели локомотива